# Stiefouderadoptie
Stiefouderadoptie is een bijzondere vorm van adoptie. Bij een 'gewone' adoptie worden de banden tussen het kind en beide ouders verbroken, en komt er een nieuwe familierechtelijke band tot stand tussen het kind en de adoptieouders. Bij stiefouderadoptie is er, zoals de naam al aangeeft, slechts één 'nieuwe' ouder, de stiefouder. Voor die ouder is het kind formeel een stiefkind, maar die term wordt niet veel gebruikt vanwege de negatieve lading.

## Stiefouderadoptie in Nederland
Aan een stiefouderadoptie worden dezelfde eisen gesteld als aan een "gewone" adoptie van een kind in Nederland. Een van de belangrijkste voorwaarden is dat het kind van de huidige ouders niets meer te verwachten heeft. Hiervan is bijvoorbeeld sprake in het geval dat een van de ouders is overleden, en de andere ouder een nieuwe partner krijgt. Deze nieuwe partner kan dan als stiefouder het kind (of de kinderen) adopteren.
Ook moet de stiefouder ten minste drie jaar met de ouder en het kind hebben samengeleefd, en ten minste één jaar met die ouder voor het kind hebben gezorgd (de verzorgingstermijn). Hierop geldt een uitzondering voor duomoeders, omdat daar geen automatisch ouderschap tot stand komt bij de geboorte. In dat geval geldt wel de samenlevingstermijn van drie jaar met de andere moeder, maar kan direct na de geboorte de adoptie worden aangevraagd.
Sinds 2014 kan een duomoeder juridisch ouder worden zonder tussenkomst van de rechter. Het moederschap kan automatisch ontstaan door de geboorte van het kind (gerechtelijke vaststelling). Hiervoor is wel het vereiste dat er gebruik wordt gemaakt van een onbekende donor, anders zal de weg naar juridisch ouder een stukje ingewikkelder zijn. Ook kan de mee-moeder juridisch ouder worden door erkenning. Erkenning gebeurt bij een ambtenaar van de burgerlijke stand.